# Шатијон сир Колмон
Шатијон сир Колмон (фр. Châtillon-sur-Colmont) насеље је и општина у западној Француској у региону Лоара, у департману Мајен која припада префектури Мајен.
По подацима из 2011. године у општини је живело 1030 становника, а густина насељености је износила 26,0 становника/km². Општина се простире на површини од 39,62 km². Налази се на средњој надморској висини од 225 метара (максималној 231 m, а минималној 110 m).

## Демографија
| 1962. | 1968. | 1975. | 1982. | 1990. | 1999. | 2011. |
| ----- | ----- | ----- | ----- | ----- | ----- | ----- |
| 1.229 | 1.378 | 1.207 | 1.086 | 1.045 | 942   | 1.030 |

График промене броја становника у току последњих година